# Antoon Spinoy
Antoon Octavia Nikolaas Spinoy (Mechelen, 6 december 1906 - Hasselt, 6 mei 1967) was een Belgisch politicus voor de BWP en vervolgens de BSP.

## Levensloop
Spinoy werkte zijn humaniora niet af, maar volgde daarna wel lessen aan de Arbeidshogeschool in Ukkel en aan de Rijksuniversiteit Gent. Hij werkte als onderoverste bij de Spoorwegmaatschappij Malines-Terneuzen en was van 1928 tot 1930 directeur van de Coöperatieve Maatschappij Vooruit in Lier.
Tijdens de Spaanse Burgeroorlog was Spinoy vanaf 1937 beheerder) van een hospitaal in de stad Onteniente bij Valencia. Hij werd in 1940 krijgsgevangen genomen tijdens de Achttiendaagse Veldtocht.
Hij werd politiek actief voor de BWP en daarna de BSP. Van 1930 tot 1940 was hij federaal secretaris van de BWP-afdeling van het arrondissement Mechelen, tijdens de Tweede Wereldoorlog was hij van 1941 tot 1944 lid van de Vlaamse Centrale van de Illegale Socialistische Partij, en vanaf 1944 was hij Vlaams secretaris van de BSP.
Van 1938 tot 1967 was Spinoy gemeenteraadslid van Mechelen en van 1945 tot aan zijn dood in 1967 was hij burgemeester van de stad. Als burgemeester voerde hij een opmerkelijk industrialisatiebeleid en nam hij belangrijke initiatieven op sociaal-cultureel gebied. Ook werd onder zijn burgemeesterschap een van de eerste cultureel centra in België geopend en werd het bibliotheekwezen sterk gestimuleerd.
Ook was hij van 1936 tot 1944 provincieraadslid en in 1944 korte tijd gedeputeerde van de provincie Antwerpen. Daarna zetelde hij van 1944 tot 1967 voor het arrondissement Mechelen in de Kamer van volksvertegenwoordigers. Als parlementslid verzette Spinoy zich tegen het federalisme. Volgens hem was dit geen oplossing voor de economische problemen in Wallonië en de moeilijke situatie in Brussel. Ook bleef hij vasthouden aan een socialistische eenheidspartij. Wel gold hij als een tegenstander van de omstreden talentelling.
Van april 1954 tot juni 1958 was Spinoy minister van Landsverdediging in de Regering-Van Acker IV. In deze functie nam hij maatregelen om het taalevenwicht in het leger te herstellen. In 1955 werd bij Koninklijk Besluit van 13 mei 1955 de Onderafdeling Lier van de Koninklijke Cadettenschool opgericht om aan het tekort van Nederlandstalige officieren te verhelpen. In 1956 installeerde hij de Commissie van Toezicht op het Taalgebruik in het Leger. Ook zorgde hij ervoor dat Nederlandstalige onderofficieren onder bepaalde voorwaarden de mogelijkheid kregen om in hun taal een officiersopleiding te volgen aan de Koninklijke Militaire School. Vervolgens was hij van april 1961 tot juli 1965 minister van Economische Zaken en Energie in de Regering-Lefèvre en van juli 1965 tot maart 1966 vicepremier, belast met de Coördinatie van het Economische Beleid.
Spinoy gedroeg zich als burgemeester in Mechelen zo veel mogelijk als een gewoon man. Hij bezocht wijkkermissen, nam deel aan zwemevenementen en bezocht "als gewoon supporter" de trainingen van Racing Mechelen.
In 1966 werd Antoon Spinoy benoemd tot minister van Staat. Hij overleed op 60-jarige leeftijd aan de gevolgen van een hartaanval.

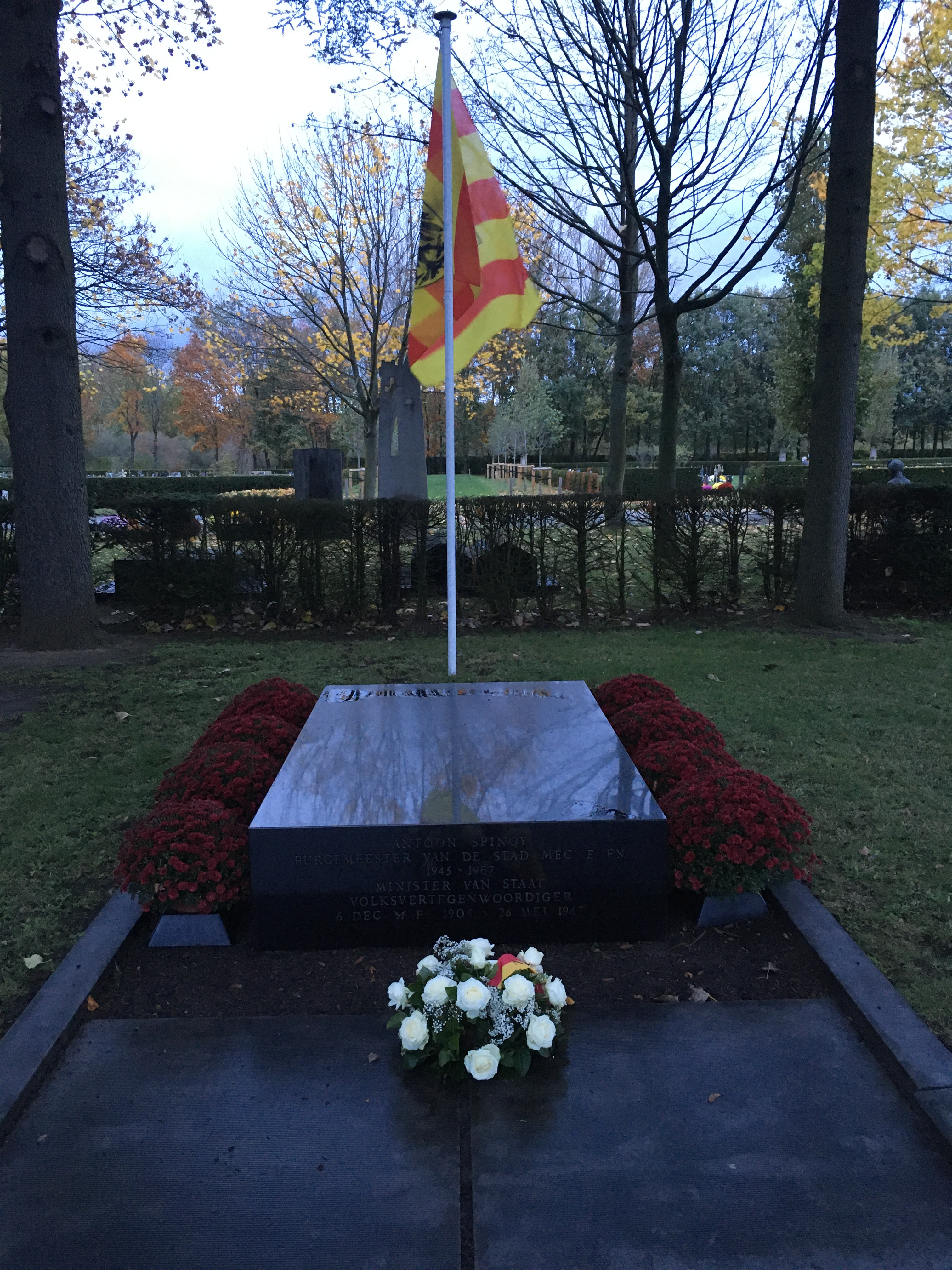
Eregraf van Antoon Spinoy op de begraafplaats van Mechelen

## Publicaties
- De democratische methode en haar toepassing in de B.W.P., in: Leiding, 1939.
- Pour faire de notre P.S.B. une grande force politique, in: Socialisme, 1967.